# Wenigzell
Wenigzell é um município da Áustria, situado no distrito de Hartberg-Fürstenfeld, no estado da Estíria. Tem 35,68 km² de área e sua população em 2019 foi estimada em 1.398 habitantes.